# Mohamed Kader
Mohamed Abdel Kader Coubadja Touré známý také pod jménem Mohamed Kader či Kader Coubadja (* 8. duben 1979, Sokodé, Togo) je bývalý tožský fotbalista, který hrával na pozici útočníka. V letech 1995–2009 byl členem tožské fotbalové reprezentace.